# Mnium integrum
Mnium integrum là một loài Rêu trong họ Mniaceae. Loài này được Bosch & Sande Lac. mô tả khoa học đầu tiên năm 1861.